# مرزنگوش

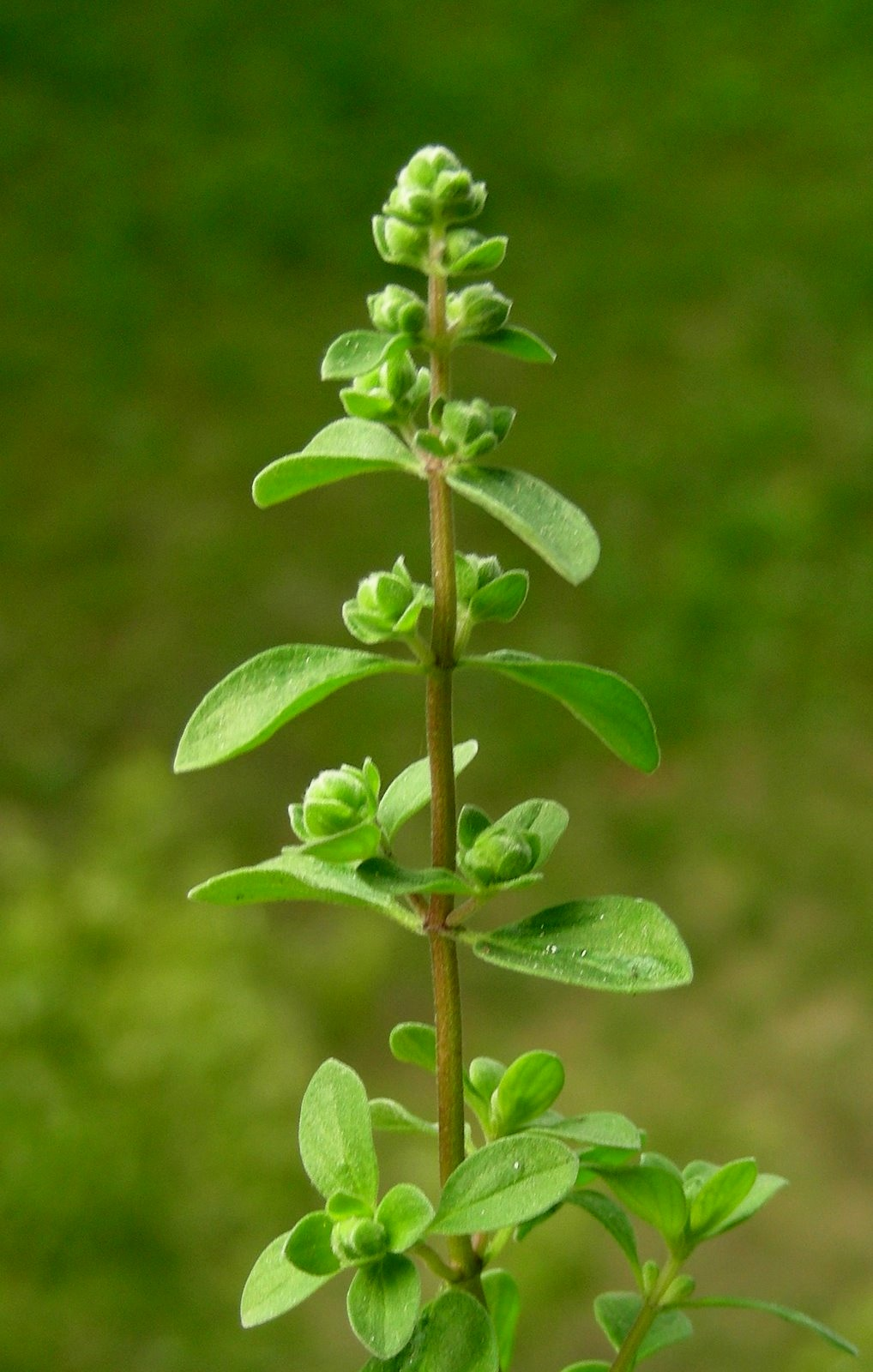

مرزنگو (Marzangu) یا "مرزنجوش یا علف آبگوشت (Origanum majorana) گیاهی علفی، یکساله و در بعضی مواقع دوساله با ساقه‌ای راست و شاخه و برگ‌های متقابل بیضی شکل است.
گلهای سفید و ریز آن از بغل برگ‌ها در خوشه‌های به هم فشرده‌ای می‌رویند.
میوه آن به صورت فندقه و چهار قسمتی است. تمام قسمت‌های گیاه دارای عطر خوشایند است.
برای مصرف طبی سرشاخه‌های آن را هنگامی که گیاه کاملاً گل کرده در هوای آزاد می‌چینند. گیاه پس از مدتی دوباره جوانه می‌زند.
سرشاخه‌های چیده شده را به صورت دسته‌ای درمی‌آورند و در محلی که هوا جریان داشته باشد یا در خشک کن با حداکثر ۴۰ درجه سانتیگراد گرما خشک می‌کنند. آن‌ها محتوی ۱ تا ۲ درصد اسانس روغنی که ۶۰ درصد آن ترپینئول است، تانن‌ها و شیره‌های تلخ، کاروتن‌ها و ویتامین ث هستند و علیه بیماری‌های گوارشی مؤثرند.
مقدار مصرف آن در جوشانده یک قاشق مرباخوری در هر فنجان آب است که روزانه دو فنجان از آن می‌نوشند. از این گیاه در ترکیب مرهم‌ها برای درمان روماتیسم استفاده می‌شود.